# Peter Withe
Peter Withe (Liverpool, 30 agosto 1951) è un ex calciatore e allenatore di calcio inglese, di ruolo attaccante.
Primatista di reti (9) con la maglia dell'Aston Villa nelle coppe calcistiche europee, ha realizzato il gol con il quale l'Aston Villa batté il Bayern Monaco nella finale di Coppa dei Campioni del 1982.

## Biografia
Suo figlio Jason è stato a sua volta un calciatore ed allenatore di calcio.

## Carriera

### Calciatore
Nell'estate 1975 fa parte del nucleo dei giocatori del Wolves, formato da Don Gardner, Barry Powell, Jimmy Kelly e Chris Dangerfield, che andarono a rinforzare la neonata franchigia NASL dei Portland Timbers, affidati al gallese Vic Crowe, che con il suo assistente Leo Crowther costruì una rosa prettamente britannica. La squadra nel massimo campionato nordamericano si impose nella Western Division e nei playoff raggiunse la finale, nella quale non fu impiegato, persa contro i T.B. Rowdies.
Segnò l'unico gol della finale della Coppa Campioni 1982, contro il Bayern Monaco, consegnando il titolo all'Aston Villa.

## Palmarès

### Giocatore

#### Competizioni nazionali
- Coppa di Lega inglese: 2

Wolverhampton: 1973-1974
Nottingham Forest: 1977-1978
- Campionato inglese: 2

Nottingham Forest: 1977-1978
Aston Villa: 1980-1981
- Charity Shield: 2

Nottingham Forest: 1978
Aston Villa: 1981

#### Competizioni internazionali
- Coppa dei Campioni: 1

Aston Villa: 1981-1982
- Supercoppa UEFA: 1

Aston Villa: 1982

### Allenatore
- Tiger Cup: 2

Thailandia: 2000, 2002